# Йоганн Краусс
Йоганн Краусс (англ. Johann Krauss) — вигаданий персонаж з коміксів видавництва Dark Horse Comics, якого придумав художник та сценарист Майк Міньйола. Уперше Йоганн появився в коміксі B.P.R.D.: Hollow Earth and Others Stories. Також з'являється в фільмі «Хеллбой 2: Золота армія».
Йоганн Краусс — це німецький вчений, що став живим згустком ектоплазми.

## Біографія
Йоганн народився в місті Штутгарт, Західна Німеччина, в 1946-му році. Не здатний допомагати духам, яких він умів бачити, Краусс почав шукати спіритистів, які б допомогли зрозуміти йому свою силу. Розчарований окультизмом, Йоганн пішов до Церкви, де навчився зосереджуватися на самих духах, а не їх природі. У 1971-му році він відкрив офіс у Мюнхені, де став шанованим медіумом, доки не переїхав до Гайдельбергу.
На початку 2002-го Краусс був єдиним уцілілим медіумом, серед тих, що постраждали від таємничого лиха. Його ектоплазматична форма вижила, на відміну від спаленого тіла. Знаючи, що без фізичного тіла він розсіється, Краусс шукав знавців містики за допомогою Б. П. Р. О. Спершу Йоганна помістили у прозору капсулу для власних цілей. Пізніше, використовуючи ту ж технологію, вони створили Крауссу костюм.
Після зникнення Геллбоя, Краусс став польовим агентом Бюро. Йоганн виявився для них дуже корисним. Також тепер його сили збільшилися і він навчився не тільки розмовляти з духами, а ще й тимчасово оживляти їх. Йоганн також сильно обізнаний у науці та містиці і тепер, коли він не мусив спати, то міг працювати постійно. Часто він перебирав старі файли Б. П. Р. О., в результаті чого стало відомо, що бабуся Бена Дайміо була нацисткою.

## Сили та можливості
- Примарність — Йоганн може вселятися в неживі предмети.
- Спілкування з духами — Краусс вміє розмовляти з померлими і навіть оживляти їх

## Поза коміксами

### «Хеллбой: Золота Армія»

Йоганн Краусс у фільмі «Хеллбой: Золота Армія»

У цьому фільмі він є новим агентом Б. П. Р. О. і має вигляд пари в скафандрі. Ця версія Краусса набагато зарозуміліша, ніж оригінал, і тому Геллбой недолюблює його. Має ті ж самі здібності, що й в коміксах.